# Estação Santo Amaro
A Estação Santo Amaro é uma estação metroferroviária atendida pelas linhas 5–Lilás e 9–Esmeralda, localizada no distrito do Jardim São Luís (na Linha 5–Lilás) e no distrito de Santo Amaro (na Linha 9–Esmeralda), na Marginal Pinheiros, em São Paulo, Brasil.

## Linha 9–Esmeralda do Trem Metropolitano

### História
Em 1983, a Companhia Siderúrgica Paulista possuía uma dívida com o governo do estado de São Paulo estimada em oito bilhões de cruzeiros. Sem recursos para quitar a dívida, a empresa fez um acordo e cedeu vigas e chapas de aço corten recém-produzidas ao estado, que repassou parte para a Fepasa utilizar nas obras do plano de modernização dos subúrbios.
A Fepasa contratou o arquiteto João Walter Toscano e sua equipe para projetar edificações com esse material. Toscano projetou um bicicletário na estação de Itapevi e três estações: Engenheiro Cardoso, Sagrado Coração e Largo Treze. Diferentemente dos demais projetos, padronizados, em Largo Treze o arquiteto Toscano preferiu um projeto bem específico.
"...Usei o aço como ele deve ser usado: não utilizei estrutura em duplo T ou em L. Fiz algo específico para o lugar, com os pilares com curvas."— João Toscano em entrevista
Para projetar e construir a estação, a Fepasa contratou um consórcio de empresas:
| Item                             | Empresa                                            |
| -------------------------------- | -------------------------------------------------- |
| Aço                              | Cosipa                                             |
| Arquitetura                      | João Toscano, Massayoshi Kamimura e Odiléa Toscano |
| Fabricação da estrutura          | Fábrica de Estruturas Metálicas S/A                |
| Engenharia e montagem            | Figueiredo Ferraz                                  |
| Sistemas elétricos e Hidraulicos | C. Negraes S.C. Ltda                               |

O projeto arquitetônico foi escolhido para ser integrado ao acervo do Museu de Arte Moderna do Centro Georges Pompidou, em Paris, França. Desenhada por João Toscano, um dos pioneiros do uso do aço na construção civil no Brasil, a estação foi inaugurada em 1986 e se destaca pela transparência e pelo uso de luz natural, numa reinterpretação de elementos tradicionais da ferrovia, como a torre do relógio que remete a estações do século XIX.
A Estação Largo Treze foi inaugurada em 26 de janeiro de 1986 pela Fepasa. Na época, a Linha Sul da Fepasa ia apenas até a Estação Pinheiros, e a inauguração da Estação Largo Treze foi considerada pela revista Veja em São Paulo "um largo passo no aprimoramento dessa linha e no transporte cotidiano de uma parte da população da cidade". A mesma publicação classificou a arquitetura da estação, de aço e concreto armado, como "bonita e arrojada". O local da estação fica dois quilômetros ao sul de onde se erguia antes a antiga Estação Santo Amaro, demolida na segunda metade da década de 1970. Em 1996, foi incorporada pela CPTM, que assumiu a administração das antigas linhas suburbanas da Fepasa com a sua extinção. Em 2002, com a inauguração da estação de metrô da Linha 5, foi renomeada para Santo Amaro, uma vez que o modal tinha a sua própria Estação Largo Treze localizada a cerca de 1,5 km da estação de trem.
Em 20 de abril de 2021, foi concedida para o consórcio ViaMobilidade, composto pelas empresas CCR (atual Motiva) e RUASinvest, com a concessão para operar a linha por trinta anos. O contrato de concessão foi assinado e a transferência da linha foi realizada em 27 de janeiro de 2022.
Em 24 de novembro de 2024, houve um incêndio na estação causado por um acidente envolvendo uma composição. Segundo a Secretaria de Segurança Pública (SSP), o incêndio ocorreu em apenas um dos vagões, e não houve feridos. De acordo com a ViaMobilidade, o incidente ocorreu devido a um cabo de aço externo encontrado na parte aérea dos trilhos, não tendo relação com a rede elétrica ou com o trem.

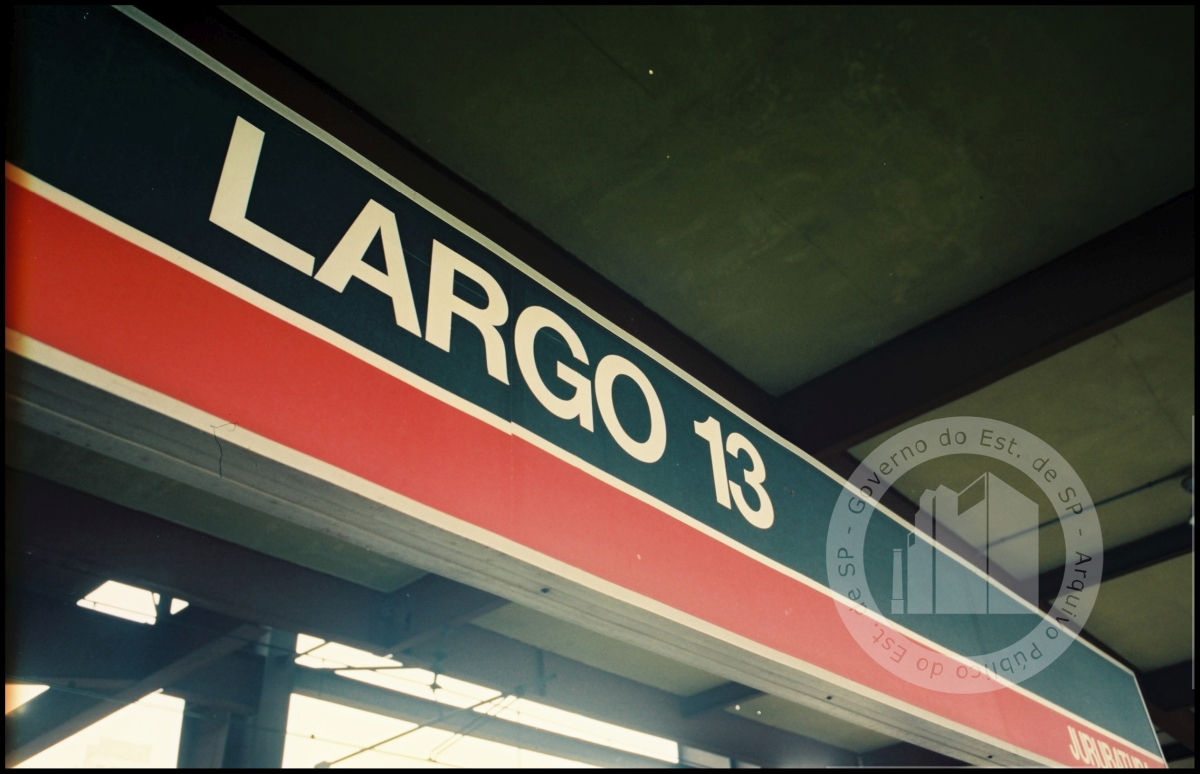
Placa da estação "Largo 13", com o padrão da Linha Sul da Fepasa
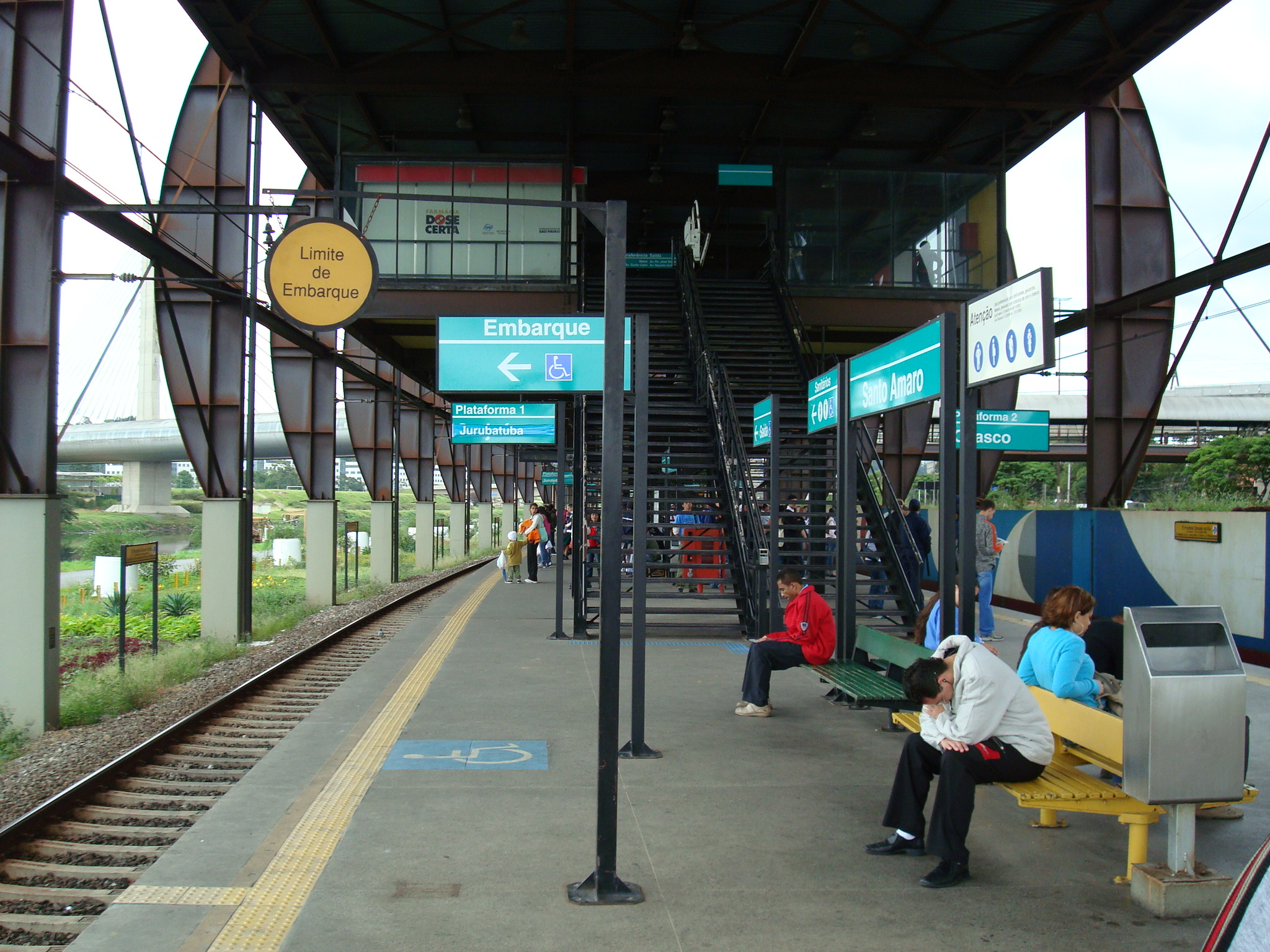
Placas da estação rebatizada "Santo Amaro", com o primeiro padrão da CPTM
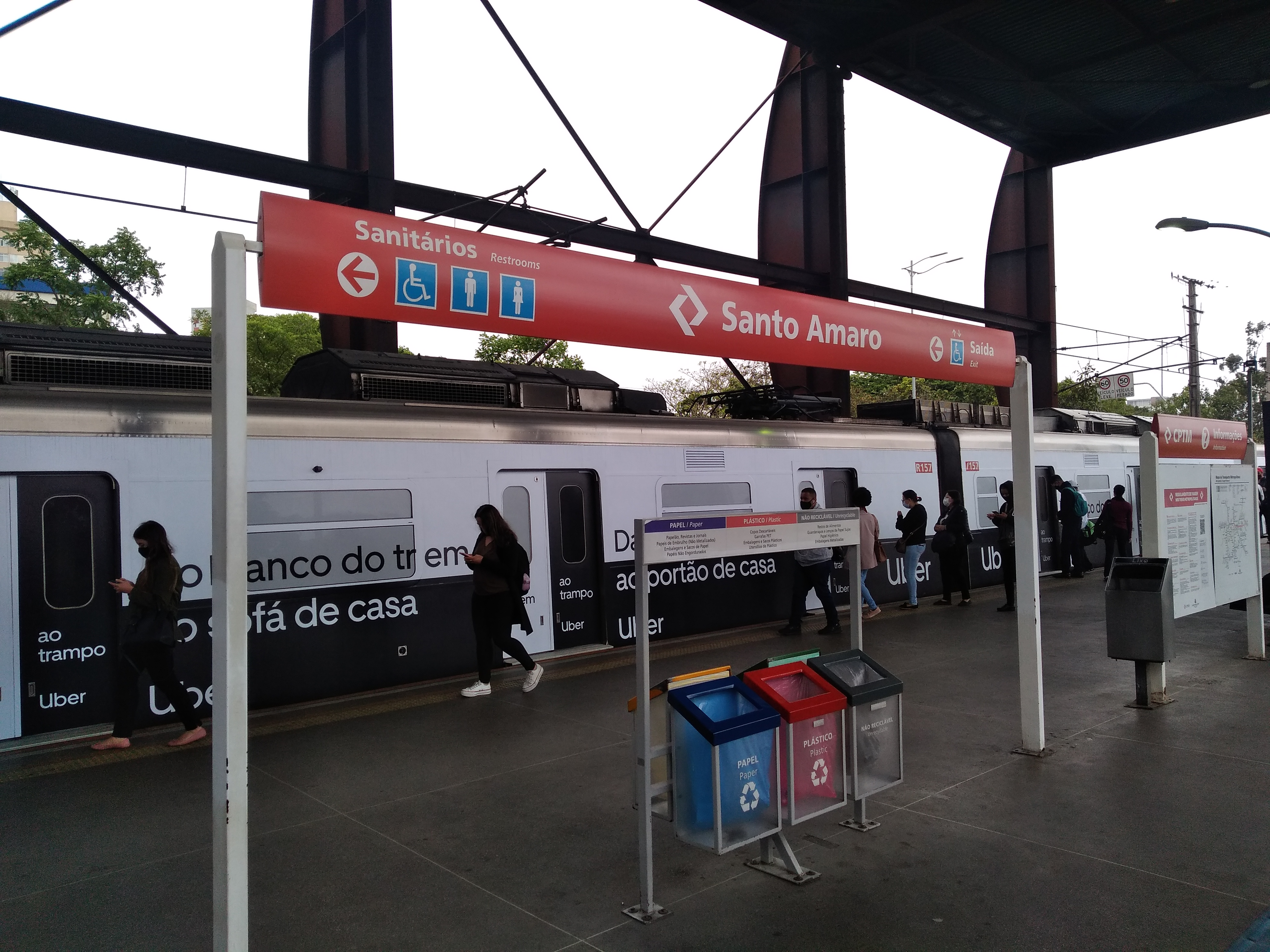
Placas da estação rebatizada "Santo Amaro", com o segundo padrão da CPTM
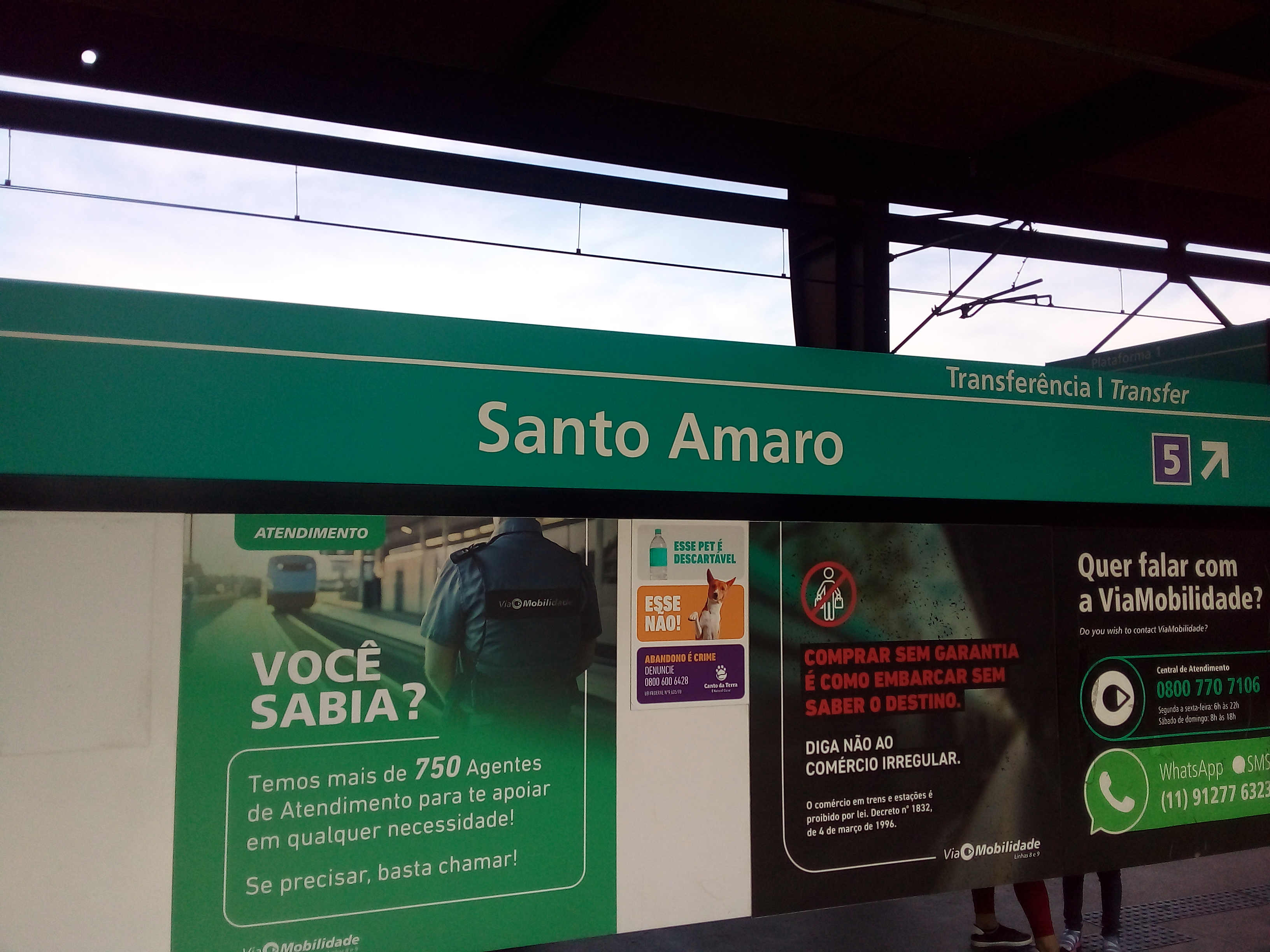
Placa da estação rebatizada "Santo Amaro", com o padrão atual da ViaMobilidade

### Tabelas de informações

#### Informações da estação
| Sigla | Estação     | Inauguração           | Integração               | Plataforma | Posição    | Notas                                                            |
| ----- | ----------- | --------------------- | ------------------------ | ---------- | ---------- | ---------------------------------------------------------------- |
| SAM   | Santo Amaro | 26 de janeiro de 1986 | Bilhete Único da SPTrans | Central    | Superfície | Estação construída pela FEPASA Chamava-se "Largo Treze" até 2002 |

## Linha 5–Lilás do Metrô

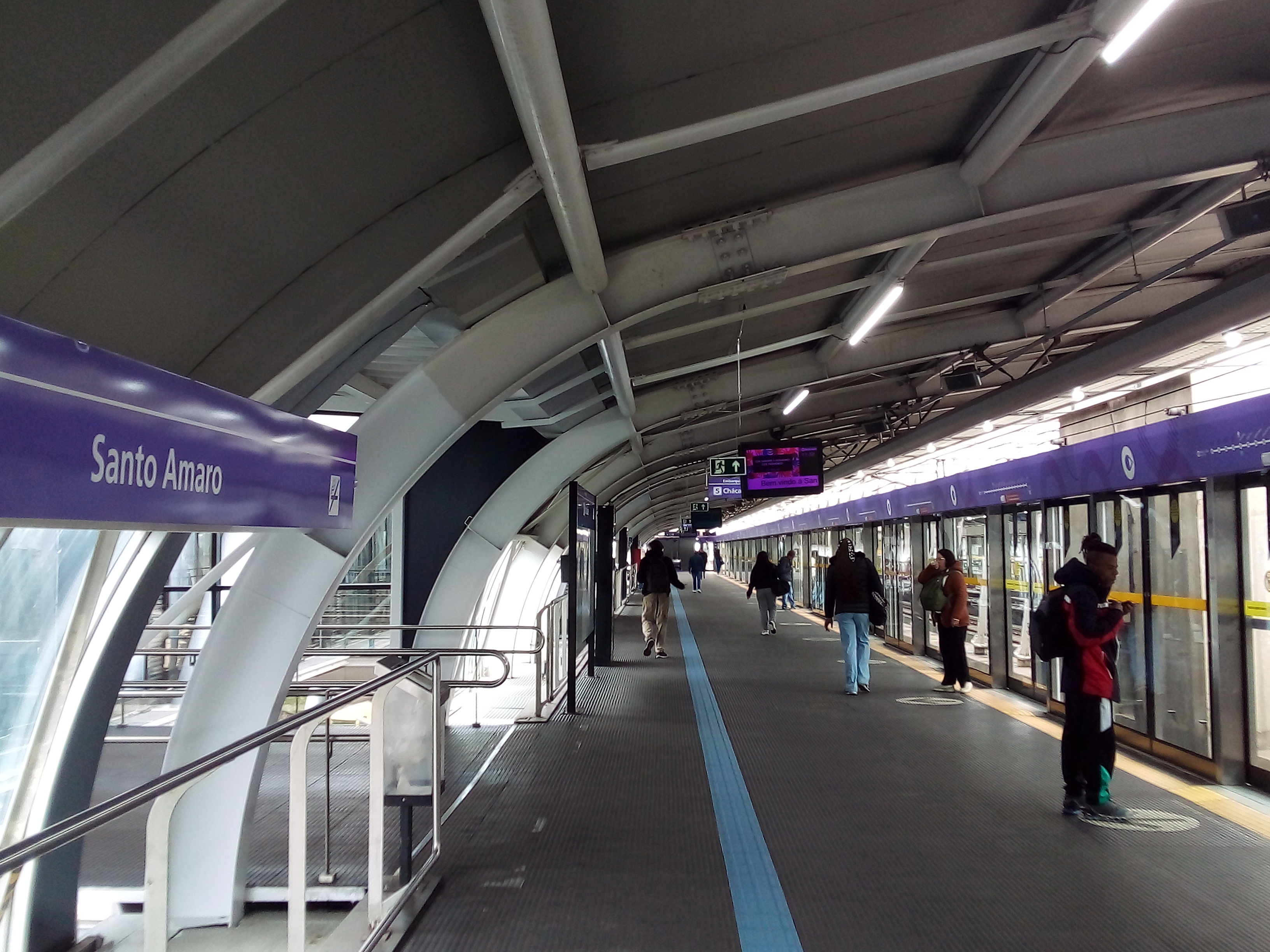
Plataforma da estação da Linha 5-Lilás

### Informações
Construída pela CPTM, assim como toda a linha da primeira fase (Capão Redondo–Largo Treze), foi inaugurada em 20 de outubro de 2002, sendo esta uma das seis estações originais desta linha, que atualmente alcança a Estação Chácara Klabin da Linha 2–Verde do Metrô. Possui área construída de 7 128 metros quadrados e capacidade para 25 286 passageiros por hora no horário de pico.
Estação com um hall de distribuição em nível térreo (Terminal de Ônibus Guido Caloi, no momento utilizado apenas como estacionamento para funcionários do Metrô) e um hall de distribuição do lado oposto, nível mezanino, ligado à Estação Santo Amaro da Linha 9–Esmeralda.
Possui plataformas laterais em estrutura elevada com cobertura metálica aporticada em forma elíptica e telhas duplas térmicas de alumínio, constituindo a ponte estaiada. Possui acessos para portadores de deficiência, a partir do Terminal Guido Caloi.
Desde março de 2022, a estação opera com portas de plataforma, sendo a última da atual configuração da linha a inaugurar o equipamento.
Em 30 de novembro de 2000, a Assembleia Legislativa de São Paulo aprovou o projeto de lei número 10 693, batizando a ponte estaiada que compõe a estrutura da estação como Ponte Estaiada Engenheiro Jamil Sabino. Essa foi a primeira ponte estaiada construída no Brasil.
A estação passou por obras para readequação, pois era incapaz de suportar a atual demanda da conexão com a estação de trem e não contava com itens básicos de acessibilidade. Estas obras foram realizadas pela concessionária ViaMobilidade e foram uma condição do contrato de concessão com o Governo do Estado. Foram adicionados quatro elevadores, oito escadas rolantes e um total de quatro mil metros quadrados de área construída (em duas pontes paralelas que ampliaram as plataformas e uma nova passarela metálica para a realização de uma conexão mais fluida com a estação de trem). A princípio, deveriam ter sido concluídas em 27 de janeiro de 2022, dois anos após seu início, porém, um acidente com uma viga metálica interrompeu as obras, e seu prazo de conclusão foi adiado indefinidamente. Por fim, as obras foram entregues, em sua totalidade, em maio de 2025.

#### Características
- Número de acessos: 2
- Número de escadas fixas: 4
- Número de escadas rolantes: 8
- Capacidade: 25 286 passageiros/hora/pico (horizonte 2010)
- Área construída: 7 128 m²
- Inauguração: 20 de outubro de 2002[22]

#### Obras de arte
- "Mitocôndria" (mural), Antonio Peticov, pintura sobre parede (2002), tinta acrílica industrial (3,00m x 15,00m), instalada na parede de fundo no mezanino, proximidades das escadas de acesso às plataformas.[23]
- "A Conexão" (mural), Antonio Peticov, pintura sobre parede (2002), tinta acrílica industrial (3,00m x 7,00m), instalada na parede de fundo no mezanino, proximidades das escadas de acesso às plataformas.[23]
- "A Passagem" (mural), Antonio Peticov, pintura sobre parede (2002), tinta acrílica industrial (3,00m x 7,00m), instalada na parede de fundo no mezanino, proximidades das escadas de acesso às plataformas.[23]

### Tabelas de informações

#### Informações da estação
| Sigla | Estação     | Inauguração           | Capacidade                   | Integração                                                                     | Plataformas | Posição | Notas                        |
| ----- | ----------- | --------------------- | ---------------------------- | ------------------------------------------------------------------------------ | ----------- | ------- | ---------------------------- |
| STA   | Santo Amaro | 20 de outubro de 2002 | 25 mil passageiros hora/pico | Linha 9–Esmeralda do Trem Metropolitano de São Paulo, Bilhete Único da SPTrans | Laterais    | Elevada | Estação construída pela CPTM |

#### Informações da linha
| Linha   | Terminais                      | Estações | Principais destinos | Duração das viagens (min) | Intervalo mínimo entre trens (s) | Funcionamento                                                                         |
| ------- | ------------------------------ | -------- | --- | ------------------------- | -------------------------------- | ------------------------------------------------------------------------------------- |
| 5 Lilás | Capão Redondo ↔ Chácara Klabin | 17       | Vila Mariana, Vila Clementino, Ibirapuera, Moema, Indianópolis, Campo Belo, Brooklin, Santo Amaro, Jardim São Luís, Campo Limpo, Capão Redondo | 33                        | 75 (projetado) 165 (atual)       | De domingo a sexta-feira, das 4h40 à 0 hora. Aos sábados das 4h40 à 1 hora de domingo |